# Liste der Kulturdenkmäler in Lautert
In der Liste der Kulturdenkmäler in Lautert sind alle Kulturdenkmäler der rheinland-pfälzischen Ortsgemeinde Lautert aufgeführt. Grundlage ist die Denkmalliste des Landes Rheinland-Pfalz (Stand: 8. Dezember 2023).

## Einzeldenkmäler
| Bezeichnung | Lage                | Baujahr                  | Beschreibung | Bild |
| ----------- | ------------------- | ------------------------ | --- | ---- |
| Wohnhaus    | An der Lay 1 Lage   | 18. Jahrhundert          | Fachwerkhaus, teilweise massiv, 18. Jahrhundert | BW   |
| Hofanlage   | An der Lay 4 Lage   | 18. Jahrhundert          | Hofanlage; Wohnhaus, teilweise verputzt, verschiefert und Fachwerk, 18. Jahrhundert, Fachwerkscheune, bezeichnet 1697 sowie Fachwerkscheune, teilweise Bruchstein, 18. Jahrhundert, Schuppen | BW   |
| Wohnhaus    | An der Lay 9 Lage   | 17. oder 18. Jahrhundert | Fachwerkhaus, verputzt und verschiefert, wohl aus dem 17. oder 18. Jahrhundert; Gesamtanlage mit zwei Fachwerkscheunen                                                                       | BW   |
| Wohnhaus    | An der Lay 12 Lage  | 17. oder 18. Jahrhundert | Fachwerkhaus, verputzt, wohl aus dem 17. oder 18. Jahrhundert | BW   |
| Wohnhaus    | Hauptstraße 10 Lage | 17. oder 18. Jahrhundert | stattliches Fachwerkhaus, verputzt und verkleidet, wohl aus dem 17. oder 18. Jahrhundert | BW   |
| Wohnhaus    | Hauptstraße 14 Lage | 17. oder 18. Jahrhundert | Fachwerkhaus, verputzt und verschiefert, wohl aus dem 17. oder 18. Jahrhundert | BW   |
| Wohnhaus    | Hauptstraße 16 Lage | 17. oder 18. Jahrhundert | Fachwerkhaus, verputzt, wohl aus dem 17. oder 18. Jahrhundert | BW   |
| Wohnhaus    | Hauptstraße 18 Lage | 17. oder 18. Jahrhundert | Fachwerkhaus, verputzt und verschiefert, wohl aus dem 17. oder 18. Jahrhundert | BW   |
| Wohnhaus    | Hauptstraße 35 Lage |                          | Krüppelwalmdachbau, teilweise verputzt, verschiefert und mit Zierfachwerk | BW   |